# Geelvleugelamazone
De geelvleugelamazone (Amazona barbadensis) is een amazonepapegaai uit de familie Psittacidae (papegaaien van Afrika en de Nieuwe Wereld). Het is een kwetsbare vogelsoort in Venezuela en de nabij gelegen eilanden Bonaire, Blanquilla en Isla Margarita.

## Kenmerken
De vogel is 33 cm lang en overwegend groen gekleurd. Kenmerken zijn de smalle donkergroene randen om de veren, waardoor het lijkt of de vogel geschubd is. Het groen van de borst en buik heeft een blauwachtige tint. Het groen op de kop gaat geleidelijk over in geel op het voorhoofd en rond het oog. Onder het oog gaat het geel via lichtblauw over op groen. Verder zitten er gele vlekken op de schouder en het bevederde deel van het loopbeen. In vlucht is de rode spiegel zichtbaar op de vleugel en zijn de donkerblauwe uiteinden van de vleugelveren te zien.

## Verspreiding en leefgebied
Deze soort komt voor in het uiterste noorden van Venezuela en nabij gelegen eilanden zoals Aruba, Curaçao en Bonaire. Het leefgebied is terrein met droogteminnende vegetatie met veel cactussen en doornig struikgewas en geboomte. De vogel nestelt in rotsspleten of holen in bomen en grote cactussen.

## Status
De geelvleugelamazone had vooral in Venezuela een veel groter verspreidingsgebied, maar door stroperij en habitatverlies kromp het verspreidingsgebied. Op de eilanden werden leefgebieden aangetast door overbegrazing met geiten. Sinds de eeuwwisseling gaat het beter met de populaties op Bonaire en Isla Margarita dankzij natuurbeschermingscampagnes tegen het houden van de vogel, het loslaten van in gevangenschap gekweekte vogels en bijvoederen. In droge perioden trekken de vogels naar stedelijk gebied waar ze voedsel vinden in tuinen en geïrrigeerde landbouwgebieden.  Op Bonaire werden in 2016 1085 papegaaien geteld en naar verwachting gaat dit aantal geleidelijk omhoog, hoewel er grote jaar op jaar fluctuaties in de periode 2006 tot 2016 bleken op te treden. Er werden 995 lora's geteld in januari 2021, terwijl een jaar eerder dit 1228 was.
De totale populatie wordt geschat op 1700 tot 5600 volwassen dieren. Omdat de vogel afhankelijk is van beschermingsmaatregelen staat deze soort als gevoelig op de Rode Lijst van de IUCN. Er gelden beperkingen voor de handel in deze papegaai; de soort staat in de Bijlage I van het CITES-verdrag.
In januari 2024 zijn 24 dieren uit het Vogelpark Avifauna in Alphen aan den Rijn, Nederland, op Aruba losgelaten als start van een herintroductie van de soort na 75 jaar. Samen met de Fundacion Parke Nacional wordt gezorgd voor een overgangsperiode, waarin de Lora's nog worden bijgevoerd en beschermd.